# Хамбер, Филипп
Филипп Грегори Хамбер (англ. Philip Gregory Humber, род. 21 декабря 1982 года) — американский профессиональный бейсболист, выступавший семь сезонов на позиции питчера в Главной лиге бейсбола за команды «Нью-Йорк Метс», «Миннесота Твинс», «Канзас-Сити Роялс» и «Чикаго Уайт Сокс». Хамбер дебютировал в МЛБ в 2006 году, однако в основном выступал на позиции стартового питчера в низших лигах и лишь начиная с 2011 года стал стартовым питчером в МЛБ.
Хамбер трижды становился чемпионом техасской Литтл лиги. Он выступал за бейсбольную команду школы Картидж, которой помог дойти до финала чемпиона штата в 2001 году, а сам завоевал титул игрока года. Затем он поступил в университет Райса, где играл за бейсбольную команду «Райс Аулс», в составе которой в 2003 году стал чемпионом университетской Мировой серии. Он также представлял США на всемирной бейсбольной универсиаде.
Филипп был выбран на драфте МЛБ 2004 года под общим третьим номером клубом «Нью-Йорк Метс». Позже был обменян в «Миннесоту Твинс», а затем в «Канзас-Сити Роялс». 12 апреля 2012 года, выступая за «Уайт Сокс», он стал 21-м питчером в истории МЛБ, сыгравшим совершенную игру.

## Ранние годы
Филипп Хамбер родился в городе Накодочес (штат Техас), детство провёл в Картидже (штат Техас). Несмотря на то, что в Техасе спортом номер один является американский футбол, в его городе наибольшей популярностью пользовались бейсболисты. Поэтому бейсбольные поля там были повсюду, более того, даже в его собственном дворе была закрытая площадка для отработки удара битой по мячу. В возрасте 11 лет друг семьи Роберт Эллис, игравший в фарм-системе «Чикаго Уайт Сокс» на позиции питчера, пригласил Филиппа посетить «Уайт Сокс» во время их весенних тренировок во Флориде, где он повстречал таких звёзд чикагской команды как Фрэнк Томас и Оззи Гуиллен. К 2004 году команды округа Панола в лиги Дикси выиграли 15 чемпионатов штата за последние 20 лет, а сам Хамбер участвовал в завоевании трёх чемпионских титулов.

## Любительская карьера
Хамбер учился с старшей школе Картиджа, где выступал за местную бейсбольную команду «Картидж Бульдогс». На втором году обучения его результат составил четыре победы в четырёх матчах с earned run average (ERA) 1,09. Третий год обучения он завершил с результатом 7 побед и 2 поражения, а в выпускном классе одержал 13 побед при одном поражении с ERA 0,90. Кроме успешной игре на питчерской горке, Хамбер также отбивал с процентом 37,1 и даже выбил шесть хоум-ранов. А в 2001 году в полуфинале техасской университетской межшкольной лиге против старшей школы Седар-Парк он отыграл шатаут. И несмотря на проигрыш его команды в финальной игре, ассоциация техасских спортивных журналистов назвала Хамбера «игроком года». Согласно бывшему игроку МЛБ и уроженцу Восточного Техаса Алану Муву: «В старшей школе он (Хамбер) бросал сильнее других и очень хорошо варьировал скорость (подачи), а это всё, что нужно в старшей школе».
На драфте МЛБ 2001 года Хамбер был выбран «Нью-Йорк Янкис» в 29 раунде под общим 875 номером. Клуб предложил подписать с ним контракт, однако Филипп решил продолжить обучение в университете Райса и выступать за университетскую бейсбольную команду в Западной спортивной конференции первого дивизиона NCAA.
В Райсе молодой бейсболист стал выступать под руководством Уэйна Грэхема. Его первое выступление за университет прошло в феврале 2002 года во время ежегодной игры выпускников, в которой он выбил первых двух отбивающих, однако неудачно сыграл против действующих игроком МЛБ — Хосе Круза и Ленса Беркмана. Первый выбил хит, а второй — хоум-ран. Несмотря на невнятный старт, Хамбер крепко занял место стартового питчера команды и удерживал его все три года учёбы в университете. В своём дебютном сезоне он одержал 11 побед и потерпел одно поражение с показателем ERA 2,78 и стал лидером конференции по количеству страйкаутов (130). За свою игру он удостоился награды Новичок года, а также был включён в несколько сборных лучших игроков сезона. С его помощью «Райс Аулз» дошли до университетской Мировой серии 2002 года, где проиграли в двух матчах. Несмотря на проигрыш, Хамбер получил приглашение на сборы национальной сборной США по бейсболу. В итоге, он в составе сборной принял участие в университетском чемпионате мира по бейсболу 2002 года в Мессине (Италия), где завоевал серебряную медаль.

## Профессиональная карьера

### Нью-Йорк Метс (2006—2007)
На драфте МЛБ 2004 года «Нью-Йорк Метс» выбрали Хамбера в первом раунде под общим третьим номером. Для обозревателей этот выбор оказался довольно неожиданным, так как все предполагали, что «Метс» выберут питчера Джереда Уивера или шорт-стопа Стефена Дрю, однако команда решила сделать более «надёжный» выбор. «Метс» также рассматривали кандидатуру Джастина Верландера, выбранного «Детройт Тайгерс» во втором раунде, и сообщалось, что они бы взяли и его, если бы «Тайгерс» на драфте выбрали Дрю.
11 января 2005 года, за два дня до начала двухдневных сборов «Метс» в Порт-Сент-Луси (штат Флорида), Хамбер и «Метс» подписали пятилетний контракт. Обе стороны стремились как можно скорее закончить подписание в связи с вступлением в силу поправок в федеральный закон о налогообложении, под который в новой версии попадали бонусы при подписании контракта. Информация же о размере бонусов и сумме контракта в разных источниках отличалась. Согласно MLB.com стоимость контракта с бонусами составила 3,7 млн долларов. Houston Chronicle сообщили о контракте на сумму 4,2 млн долларов, из которых 3 млн бонусов. Спустя шесть месяцев Ли Дженкинс из The New York Times написал, что контракт был рассчитан на 5 млн долларов с 3 млн бонусов. По словам Джона Мануэля из Baseball America, максимальная стоимость контракта составила 5,116 млн, из которых только 4,2 млн долларов были гарантированными.

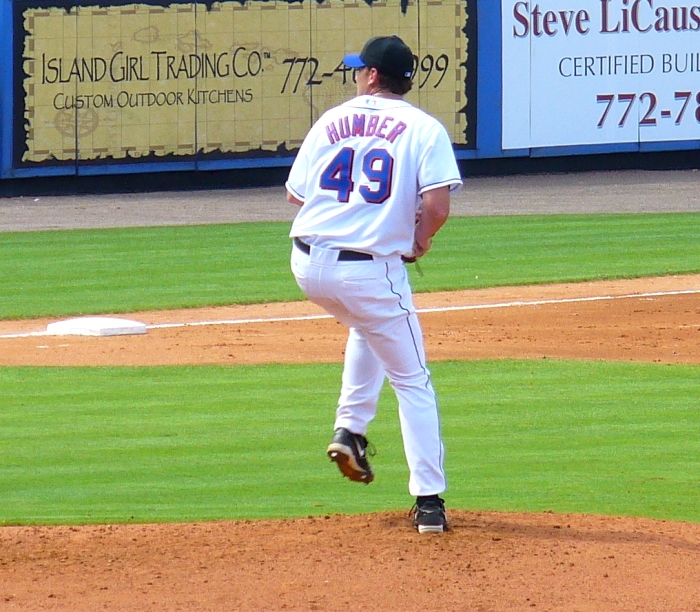
Хамбер на питчерской горке во время весенних сборов 2007 года «Нью-Йорк Метс»

Перед началом сезона 2005 года издание Baseball America поставило Хамбера на 50 место в списке самых перспективных новичков. На весенних сборах «Метс» Филипп вступил в конфронтацию с тренером питчеров команды Риком Петерсоном, который хотел изменить режим тренировки бейсболиста и поменять тому технику броска. Однако руководство клуба встало на сторону молодого питчера и ему позволили бросать так, как он привык.
После недолгого пребывания на весенних сборах Хамбера отправили в фарм-клуб класса А «Сент-Луси Метс» из Лиги штата Флорида. В своём первом профессиональном клубе Филипп провёл 14 матчей в стартовом составе, одержав 2 победы и потерпев 6 поражений со средним показателем пропускаемости 4,99 очка. В июле он был переведён в фарм-клуб уровня АА «Бингемптон Метс» из Восточной лиги, где он провёл один матч, в котором пропустил три очка за четыре иннинга. Уже в середине той игры Филипп почувствовал сильную боль в локте и был вынужден покинуть поле. Дальнейшее обследование показало, что питчеру необходимо провести операцию Томми Джона, которую позднее и провёл Джеймс Эндрюс из Американского института спортивной медицины. В том же году ещё два питчера одноклубника Хамбера по Райсу перенесли операции. В связи с таким большим количеством травм питчеров университета многие стали обвинять тренера Райса Грехема в неправильной подготовке и перегрузке молодых спортсменов, однако тот все отрицал, утверждая, что наоборот отстранил их от выступлений перед подписанием контрактов. Несмотря на операцию на бросающей руке, по мнению Baseball America Хамбер считался одним из 20 лучших молодых игроков Лиги штата Флорида и пятым в системе «Метс».
Пройдя реабилитацию Хамбер вернулся в команду: в марте принял участие в сборах «Метс» для игроков низших лиг, а позже возобновил выступления за «Сент-Луси», где за семь матчей в стартовом составе его показатель побед и поражений составил 3-1, а ERA — 2,37. 31 июля 2006 года, спустя год после операции, Хамбера вновь перевели в «Бингемптон Метс», где он показал результат 2-2 со средней пропускаемостью 2,88. Благодаря удачному выступлению в низших лигах в начале сентября Филипп был приглашён в основной состав «Метс». Его дебют в высшей лиге состоялся 24 сентября 2006 года, когда он вышел на позиции реливера и провёл два иннинга. Однако из-за операции его броски уже не были так быстры, как ранее. Осень Хамбер провёл в Аризонской осенней лиге, однако из-за тендинита плеча он был вынужден прекратить выступления.
Перед началом сезона 2007 года Хамбер считался четвёртым лучшим молодым игроком «Метс» по версии Baseball America. «Метс» пригласили на весенние сборы девять питчеров, которые должны были побороться за пять мест в стартовой ротации клуба. Фаворитами считались Оливер Перес, Том Глевайн, Орландо Эрнандес и Джон Мэйн. Кроме того, на сборах присутствовали ветераны Аарон Селе, Чен Хо Парк и Джордж Соса, а также два молодых питчера Хамбер и Майк Пелфри. Однако по итогам сборам Филипп был отправлен в фарм-клуб «Нью-Орлеан Зефирс» из Лиги Тихоокеанского побережья. Выступая за свой новый клуб, Хамбер отыграл 139 иннингов, показав результат 11-9 со средней пропускаемостью 4,27. За 25 игр он пропустил 129 хитов и позволил сделать 44 пробежки. По итогам сезона Хамбер занял четвёртое место в лиге по победам и десятое по ERA. Кроме того, 22 апреля он был назван питчером недели лиги. В это время он пропустил всего два очка за 13 иннингов и помог своей команде сделать комбинированный ноу-хитер в игре против «Айова Кабс».
2 сентября Хамбер вновь был вызван в основную команду. Вначале руководство «Метс» решило поставить его в стартовую ротацию, но в итоге это место отдали Пелфри. Поэтому первые игры после возвращения он провёл в качестве реливера. Однако результаты «Метс» продолжали ухудшаться, и в этой ситуации менеджер команды решил дать шанс молодому питчеру. Дебют Хамбера в стартовом составе в МЛБ состоялся 26 сентября 2007 года в игре против «Вашингтон Нэшионалс». Хотя в начале игры нью-йоркская команда повела со счётом 6:2, Хамбер за четыре иннинга пропустил 5 очков, а Метс в итоге проиграли со счётом 9:6. Неудачная игра новичка привела к разговором, что его выпуск в стартовом составе стал символом отчаяния «Метс». Так Джордж Векси в газете The New York Times написал: «Как они дошли до такого? Как может результат всего сезона „Метс“ зависеть от молодого питчера Филипп Хамбера, который до вчерашнего вечера ни разу не выходил в стартовом составе?». В итоге, за три игры в «Метс» в сезоне 2007 года его ERA составил 7,71.

### Миннесота Твинс (2008—2009)

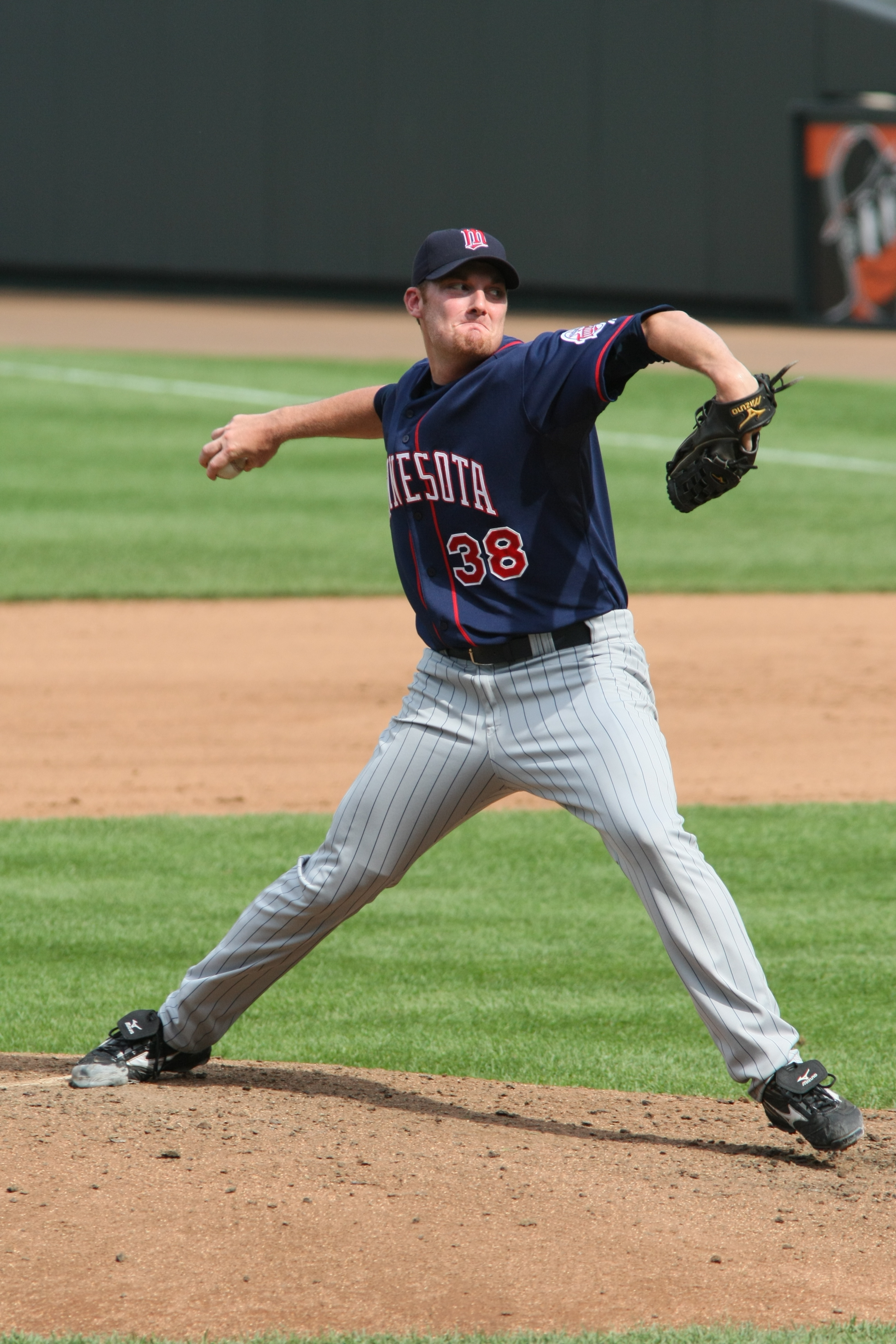
Хамбер в составе «Миннесоты Твинс», 2008 год

По окончании сезона 2007 года «Метс» начали вести переговоры с «Миннесотой Твинс» о возможном обмене Хамбера и ещё нескольких молодых игроков на истекающий контракт двукратного обладателя приза Сая Янга Йохана Сантану, который не хотел продлевать контракт с клубом и хотел выйти на рынок свободных агентов. 2 февраля 2008 года «Метс» обменяли Хамбера вместе с Карлосом Гомесом, Кевином Малви и Деолисом Гуеррой в «Твинс» на Сантану. На момент обмена издание Baseball America считало Гуерро, Малви и Хамбера вторым, третьим и седьмым самым перспективным игроком в «Метс» соответственно. Во время весенних тренировок «Твинс» определили Хамбера на место Сантаны в клубном доме. Пытаясь заполучить место в стартовом составе нового клуба, Филипп провёл 11 сухих иннингов в играх Грейпетфул лиги, а к концу марта его показатель ERA в весенних тренировках составил 1,29.
Большую часть сезона 2008 года Хамбер провёл в фарм-клубе «Твинс» уровня ААА «Рочестер Ред Уингз», выступающем в Международной лиге. Начало сезона в «Ред Уингз» у Филиппа не задалось — за первые девять игр в стартовом составе он не выиграл ни одного матча и потерпел 5 поражений, а его показатель ERA составил 5,83. В дальнейшем же его игровые показатели улучшились и за 31 игру сезона его результат составил 10 побед и 8 поражений с ERA 4,56. Причем в августе он стал обладателем награды «Питчер месяца» среди игроков низших лиг. Благодаря этому в августе его вызвали в основной состав «Твинс», где он провёл пять матчей — все в качестве реливера. По окончании сезона 2008 года, согласно его контракта, он не мог быть послан обратно в низшие лиги без того, чтобы вначале его не выставили на драфт отказников, где его могла выбрать любая другая команда. Поэтому Хамбер принял участие уже в первой игре сезона 2009 года, выйдя на позиции лонг-реливера. Старт чемпионата не задался у Филиппа и за 41⁄3 иннинга его показатель ERA составил 12,46. 17 апреля 2009 года «Твинс» отчислили его из основного состава, дав шанс другим клубам взять его себе. Однако ни одна команда не проявила интерес к питчеру и он был отправлен в Рочестер. В августе 2009 года из-за травмы Франциско Лириано Хамбера вызывали в основную команду, но уже через десять дней отправили обратно. По окончании сезона 2009 года Хамбер стал свободным агентом.

### Канзас-Сити Роялс (2010)
15 декабря 2009 года Хамбер подписал контракт с организацией «Канзас-Сити Роялс» и был приглашён для участия в весенних тренировках. Там он не сумел показать себя с лучшей стороны — за четыре матча его показатель ERA составил 11,74 и его отправили на сбор игроков низших лиг. Его включили в состав фарм-клуба «Омаха Роялс» из PCL. 10 июня 2010 года в одном из матчей с ним случился неприятный инцидент — во время одного из бросков отбивающий Луис Крус отбил мяч прямо в питчера, попав тому в лицо. После попадания Хамбер смог самостоятельно дойти до дагаута, а позже его доставили в больницу, где наложили 18 швов. После выздоровления Хамбер вернулся к выступлениям и 1 августа даже был назван питчером недели PCL. Эту награду ему принёс матч 30 июля против «Нэшвилл Саундс», в котором он сыграл полную игру, пропустив четыре хита и сделав 7 страйкаутов.

### Чикаго Уайт Сокс (2011—2012)

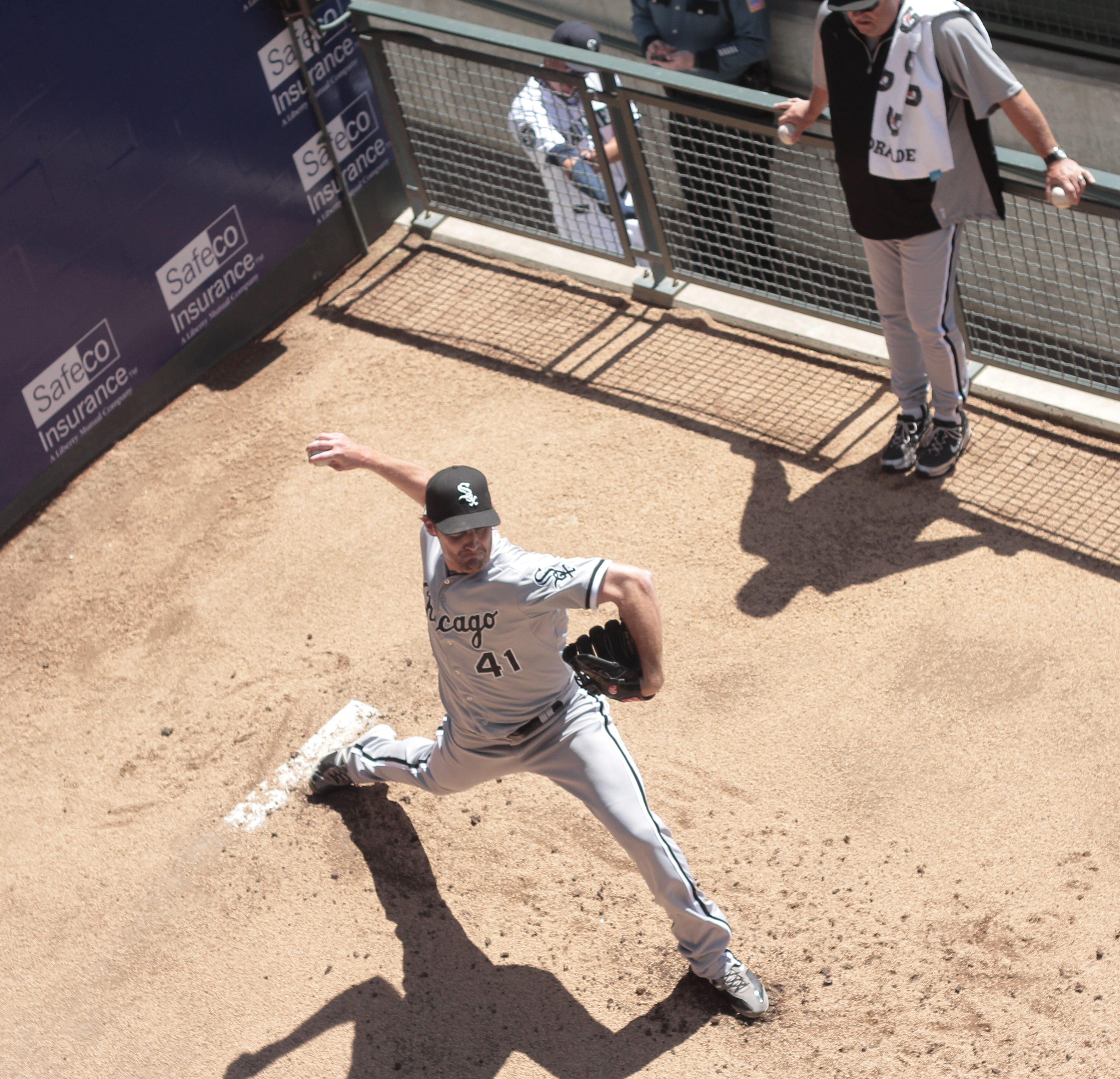
Филипп Хамбер 21 апреля 2012 года разминается перед будущим идеальным матчем.

В декабре 2010 года «Роялс» отказались от услуг Хамбера и он был включён в состав «Окленд Атлетикс», у которых на тот момент было свободное место. Однако позже «Атлетикс» решили исключить его, чтобы освободить место для Гильермо Москоко. 18 января 2011 года «Чикаго Уайт Сокс» включили Филиппа в свой состав, подписав с питчером однолетний контракт на 500 000 долларов. В межсезонье он поработал с тренером питчеров команды Доном Купером, который помог ему освоить слайдер вместо кат-фастбола и улучшить механику остальных бросков.
Уже в третьей игре сезона Хамбер дебютировал за свою новую команду, выйдя на позиции реливера. Сделав всего два броска, оба которых его соперники удачно отбили, он был отправлен обратно на скамейку запасных. Однако вскоре из-за травмы Джейка Пиви «Уайт Сокс» вынуждены были включить его в стартовую ротацию питчеров. 9 апреля 2011 года он одержал свою первую победу в составе Чикаго, чем приятно удивил руководство «Уайт Сокс». 25 апреля, в своём шестом старте в сезоне, он до седьмого иннинга сохранял шанс на ноу-хиттер против «Нью-Йорк Янкис» на их домашнем стадионе, однако пропустил хит от Алекса Родригеса. В результате он отыграл семь сухих иннингов. 26 июня в игре против «Вашингтон Нэшионалс» он вновь до шестого иннинга шёл на бесхитовую игру, но, пропустив двухочковый хоум-ран от Дэнни Эспинозы, записал в свой актив поражение. К началу июля он был лидером МЛБ по количеству проведённых иннингов (103 2⁄3), а его результат составлял 8-4 с показателем ERA 2,69, и он был одним из претендентов на участие в матче всех звёзд. Но в конце августа у него наметился спад, который усугубился травмой — 18 августа отбитый мяч попал ему в лицо, после чего его перевели в список травмированных. Оправившись он травмы, он отыграл одну игру в Международной лиге за «Шарлотт Найтс», после чего, вернувшись в МЛБ, провёл семь сухих иннингов. Таким образом, сезон 2011 года стал первым полным сезоном для Хамбера в стартовом составе. В чемпионате он одержал 9 побед и потерпел 9 поражений, а показатель ERA составил 3,75.

### Хьюстон Астрос (2013)

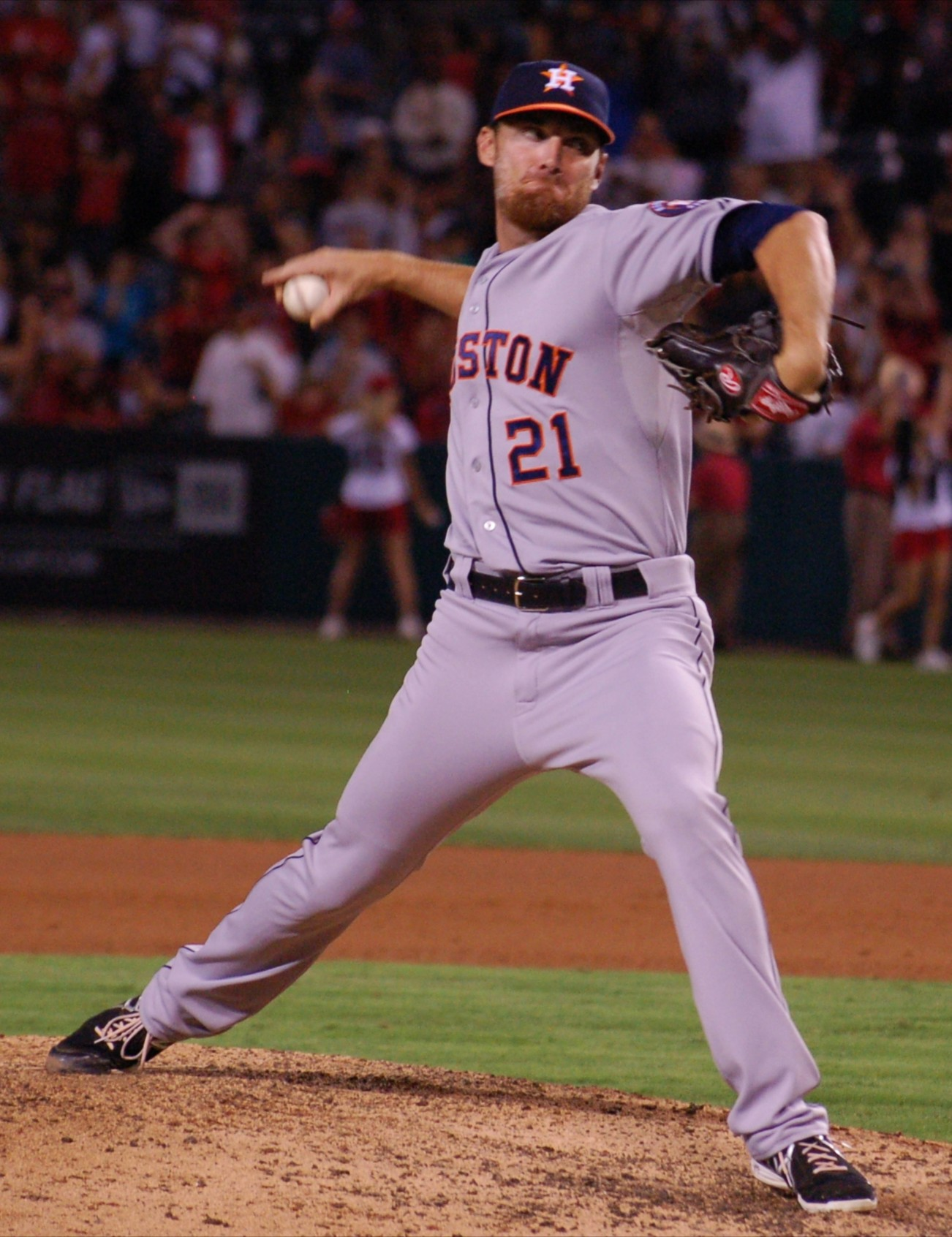
Хамбер в составе «Хьюстон Астрос» (2013 год)

30 ноября 2012 года «Хьюстон Астрос» подобрали Хамбера из списка отказников и включили его в стартовую ротацию питчеров на сезон 2013 года. Однако после того, как он начал сезон с результатом 0-7 и показателем ERA 8,82, его место в старте занял Эрик Бедард. После его восьмого поражения с ERA 9,59 «Астрос» выставили Филиппа на торги. Пока команда искала возможность обмена, Хамбер выступал в качестве реливера в «Оклахома-Сити Редхокс» в PCL. 12 августа «Астрос» обменяли одного из своих питчеров Уэсли Райта в «Тампа Бэй Рейс» и на освободившееся место вернули Филиппа. 3 октября 2013 года «Астрос» не стали использовать опцию, позволяющую продлить контракт за 3 млн долларов, а вместо этого выплатили Филиппу гарантированную зарплату — 500 000 долларов и уволили его.

### Окленд Атлетикс
2 ноября 2013 года Хамбер подписал контракт с «Окленд Атлетикс» на выступления в низших лигах и был приглашён для участия в весенних тренировках. Позже «Атлетикс» отправили его в «Сакраменто Ривер Кэтс» из PCL.

### Киа Тайгерс
6 декабря 2014 года Хамбер подписал контракт с клубом Корейской бейсбольной организации «Киа Тайгерс». В «Тайгес» его результаты оказались не очень хорошими — за 50 2⁄3 иннинга его показатель ERA составил 6,75 и 20 июля 2015 года команда отчислила его из своего состава.

### Сан-Диего Падрес
10 декабря 2015 года Хамбер подписал контракт с командой «Сан-Диего Падрес» на выступления в её фарм-системе. 29 марта 2016 года, осознав, что не сможет пробиться в основной состав «Падрес», Хамбер заявил о завершении своей профессиональной карьеры.

## Стиль игры
В арсенале Хамбера имеется пять подач. Он бросает фор-сим фастбол со скоростью 89—92 мили в час (143—148 км/час), ту-сим фастбол (89—92 мили в час), слайдер (более 80 миль в час), ченджап 9 (более 80 миль в час) и 12-6 кёрвбол (78—81 миля в час (126—130 км/час)). Против праворуких отбивающих он предпочитает бросать слайдер, а против левшей — ченджап и кёрвбол. Он также любит бросать кёрвбол при двух страйках

## Личная жизнь
В ноябре 2007 года Хамбер женился на девушке по имени Кристан, с которой его познакомили их общие друзья в 2005 году. На момент совершенной игры Хамбера его жена была на девятом месяце беременности. 1 мая у пары родился сын — Джон Грегори.
Хамбер является зарегистрированным членом Республиканской партии. На его бейсбольной перчатке написан отрывок из Послания к Колоссянам 3:23. В межсезонье 2011/12 годов он вместе с Бреттом Кэрроллом провёл благотворительную миссию на Филиппинах, где они рассказывали детям о бейсболе и христианстве.
Близким другом Филиппа является ещё один питчер МЛБ — Джош Томлин. Томлин рос в Техасе и в школьные годы часто играл против Хамбера в бейсбол, а в межсезонье оба часто тренировались вместе. В настоящее время Хамбер проживает в Тайлере.